# Bahnstrecke Merrey–Hymont-Mattaincourt
| Abzweig der Strecke in Merrey nach rechts, Blickrichtung Nordost |                      |                                                            |                                                            |
| Streckennummer (SNCF): | 035 000              |                                                            |                                                            |
| Streckenlänge: | 58,15 km             |                                                            |                                                            |
| Spurweite: | 1435 mm (Normalspur) |                                                            |                                                            |
| Maximale Neigung: | 10 ‰                 |                                                            |                                                            |
| Streckengeschwindigkeit: | 100 km/h             |                                                            |                                                            |
| Zweigleisigkeit: | ja                   |                                                            |                                                            |
| |                      |                                                            |                                                            |
| \| \| \| Bahnstrecke Culmont-Chalindrey–Toul von Culmont-Chalindrey \| \| \| \| 30,4 \| Merrey \| 359m \| \| \| \| Bahnstrecke Culmont-Chalindrey–Toul nach Toul \| \| \| \| 33 \| Colombey-lès-Choiseul \| 346 m \| \| \| 33,7 \| Flambart (58m) \| Flambart (58m) \| \| \| ~34,5 \| Département Haute-Marne/Vosges \| Département Haute-Marne/Vosges \| \| \| ~36,6 \| Anschluss „Aeroport Cap Vosges Damblain“ \| Anschluss „Aeroport Cap Vosges Damblain“ \| \| \| 36,9 \| Damblain \| 367 m \| \| \| 42,1 \| Rozières-sur-Mouzon \| 331 m \| \| \| 47,9 \| Lamarche \| 340 m \| \| \| 48,1 \| Petit Mouzon (14m) \| Petit Mouzon (14m) \| \| \| 53,6 \| Martigny-les-Bains \| 369 m \| \| \| 63,3 \| Contrexéville \| 347m \| \| \| 66,3 \| Anschluss Nestlé Waters \| Anschluss Nestlé Waters \| \| \| 68,9 \| Vittel \| 341m \| \| \| 68,9 \| Petit Vair (32m) \| Petit Vair (32m) \| \| \| \| \| \| \| \| 73,1 \| Haréville-sous-Montfort \| 376 m \| \| \| 77,2 \| Remoncourt \| 345 m \| \| \| 81,3 \| Rozerotte \| 306 m \| \| \| 83,3 \| Bazoilles-Devant-Hymont \| 291 m \| \| \| \| Bahnstrecke Neufchâteau–Épinal nach Épinal \| \| \| \| 87,7 \| Saule \| Saule \| \| \| 87,8 \| Bahnstrecke Neufchâteau–Épinal von Épinal \| Bahnstrecke Neufchâteau–Épinal von Épinal \| \| \| 88,3 \| Hymont-Mattaincourt \| 276m \| \| \| \| Bahnstrecke Neufchâteau–Épinal nach Neufchâteau \| \| |                      |                                                            |                                                            |
| Strecke |                      | Bahnstrecke Culmont-Chalindrey–Toul von Culmont-Chalindrey | Bahnstrecke Culmont-Chalindrey–Toul von Culmont-Chalindrey |
| Dienststation / Betriebs- oder Güterbahnhof | 30,4                 | Merrey                                                     | 359m                                                       |
| Abzweig geradeaus und nach links |                      | Bahnstrecke Culmont-Chalindrey–Toul nach Toul              | Bahnstrecke Culmont-Chalindrey–Toul nach Toul              |
| ehemaliger Haltepunkt / Haltestelle | 33                   | Colombey-lès-Choiseul                                      | 346 m                                                      |
| Brücke über Wasserlauf | 33,7                 | Flambart (58m)                                             | Flambart (58m)                                             |
| Grenze | ~34,5                | Département Haute-Marne/Vosges                             | Département Haute-Marne/Vosges                             |
| Abzweig geradeaus und ehemals nach rechts | ~36,6                | Anschluss „Aeroport Cap Vosges Damblain“                   | Anschluss „Aeroport Cap Vosges Damblain“                   |
| ehemaliger Bahnhof | 36,9                 | Damblain                                                   | 367 m                                                      |
| ehemaliger Bahnhof | 42,1                 | Rozières-sur-Mouzon                                        | 331 m                                                      |
| ehemaliger Bahnhof | 47,9                 | Lamarche                                                   | 340 m                                                      |
| Brücke über Wasserlauf | 48,1                 | Petit Mouzon (14m)                                         | Petit Mouzon (14m)                                         |
| ehemaliger Bahnhof | 53,6                 | Martigny-les-Bains                                         | 369 m                                                      |
| Bahnhof | 63,3                 | Contrexéville                                              | 347m                                                       |
| Abzweig geradeaus und von rechts | 66,3                 | Anschluss Nestlé Waters                                    | Anschluss Nestlé Waters                                    |
| Bahnhof | 68,9                 | Vittel                                                     | 341m                                                       |
| Brücke über Wasserlauf | 68,9                 | Petit Vair (32m)                                           | Petit Vair (32m)                                           |
| |                      |                                                            |                                                            |
| Bahnhof (Strecke außer Betrieb) | 73,1                 | Haréville-sous-Montfort                                    | 376 m                                                      |
| Bahnhof (Strecke außer Betrieb) | 77,2                 | Remoncourt                                                 | 345 m                                                      |
| Haltepunkt / Haltestelle (Strecke außer Betrieb) | 81,3                 | Rozerotte                                                  | 306 m                                                      |
| Haltepunkt / Haltestelle (Strecke außer Betrieb) | 83,3                 | Bazoilles-Devant-Hymont                                    | 291 m                                                      |
| Abzweig geradeaus und nach rechts (Strecke außer Betrieb) |                      | Bahnstrecke Neufchâteau–Épinal nach Épinal                 | Bahnstrecke Neufchâteau–Épinal nach Épinal                 |
| Brücke über Wasserlauf (Strecke außer Betrieb) | 87,7                 | Saule                                                      | Saule                                                      |
| Abzweig geradeaus und von rechts (Strecke außer Betrieb) | 87,8                 | Bahnstrecke Neufchâteau–Épinal von Épinal                  | Bahnstrecke Neufchâteau–Épinal von Épinal                  |
| Bahnhof (Strecke außer Betrieb) | 88,3                 | Hymont-Mattaincourt                                        | 276m                                                       |
| Strecke (außer Betrieb) |                      | Bahnstrecke Neufchâteau–Épinal nach Neufchâteau            | Bahnstrecke Neufchâteau–Épinal nach Neufchâteau            |

Die Bahnstrecke Merrey–Hymont-Mattaincourt ist eine zweigleisige, nicht elektrifizierte Hauptbahn in der Region Grand Est in Frankreich. Sie wurde 1881 für den Verkehr freigegeben. Zur Zeit der Bäderzüge (Trains d’eaux) verkehrten über diese Strecke Schnellzüge mit 1.- und 2.-Klasse-Pullmanwagen, die Kurswagen direkt von Paris, zeitweise auch aus Clermont-Ferrand und Straßburg führten.

## Geschichte
Am 31. Juli 1879 gestattete das Ministerium für öffentliche Arbeiten den Baubeginn. Bereits knapp zwei Jahre später, am 1. März 1881 konnte die Strecke, die keine besonderen Kunstbauten erforderte, eröffnet werden. Die Compagnie des Chemins de fer de l’Est (EST) erhielt zunächst die vorläufige und am 3. Oktober 1881 die endgültige Betriebsgenehmigung. Am 11. Juni 1883 wurde die Strecke für 99 Jahre an die EST verpachtet; mit der Verabschiedung eines entsprechenden Gesetzes wurde dieser Vertrag am 20. November jenes Jahres nachträglich genehmigt. Mit der Verstaatlichung der meisten französischen Eisenbahnunternehmen im Jahr 1938 ging auch diese Strecke in den Besitz der SNCF über.
Das Empfangsgebäude des Bahnhofs Vittel aus dem Jahr 1882 wurde zwischen 1926 und 1928 durch einen Neubau ersetzt. Das im Stil des Modernismus errichtete neue Gebäude wurde samt seiner originalen Inneneinrichtung 1990 unter Denkmalschutz gestellt.
Wegen des schlechten Zustands der Strecke wurde im  Dezember 2016 der Personenzugverkehr vorübergehend eingestellt. Seit April 2019 findet zwischen Merrey und Vittel wieder Reiseverkehr statt. Nur in diesem Abschnitt ist die Zugsicherung mithilfe des Blocksystems Block automatique lumineux (BAL) und des Zugfunks GSM-Rail sichergestellt. Die Züge verkehren zwischen Paris und Vittel von Anfang April bis Anfang November freitags sowie an Sonn- und Feiertagen.
Der Streckenabschnitt von Vittel bis Hymont-Mattaincourt, der zusammen mit dem Abschnitt Hymont-Mattaincourt–Mirecourt der Bahnstrecke Neufchâteau–Épinal sowie der Strecke Mirecourt–Jarville-la-Malgrange(–Nancy) eine Verbindung nach Nancy herstellte, wurde nach der Einstellung des Personenverkehrs durch den Infrastrukturbetreiber SNCF Réseau gesperrt.
Anfang Juni 2024 teilten die Verwaltung der Region Grand Est und die beteiligten Unternehmen mit, dass Konsortien des Baukonzerns NGE, des Verkehrsunternehmens Transdev und der Bank Caisse des Dépôts (CDC) sowohl Infrastrukturbetreiber als auch SPNV-Betreiber der Verbindung Nancy–Contrexéville werden. Ein Gemeinschaftsunternehmen aus NGE Concessions (50 % der Firmenanteile), der CDC-Tochtergesellschaft Banque des Territoires (30 %) und Transdev (20 %) übernimmt dazu die Infrastruktur der beteiligten Streckenabschnitte bis 2046. Von Sommer 2024 bis Ende 2027 werden Instandsetzungs- und Modernisierungsarbeiten mit einem Volumen von 150 Millionen Euro ausgeführt. Anschließend ist das Unternehmen bis 2046 für Betrieb und Wartung der Infrastruktur zuständig.
Ein zweites Gemeinschaftsunternehmen, zu 75 % von Transdev Rail und zu 25 % von NGE gehalten, wird im Dezember 2027 den SPNV Nancy–Contrexéville bis 2046 übernehmen. Es sollen täglich 14 Zugpaare auf der Gesamtverbindung angeboten werden.

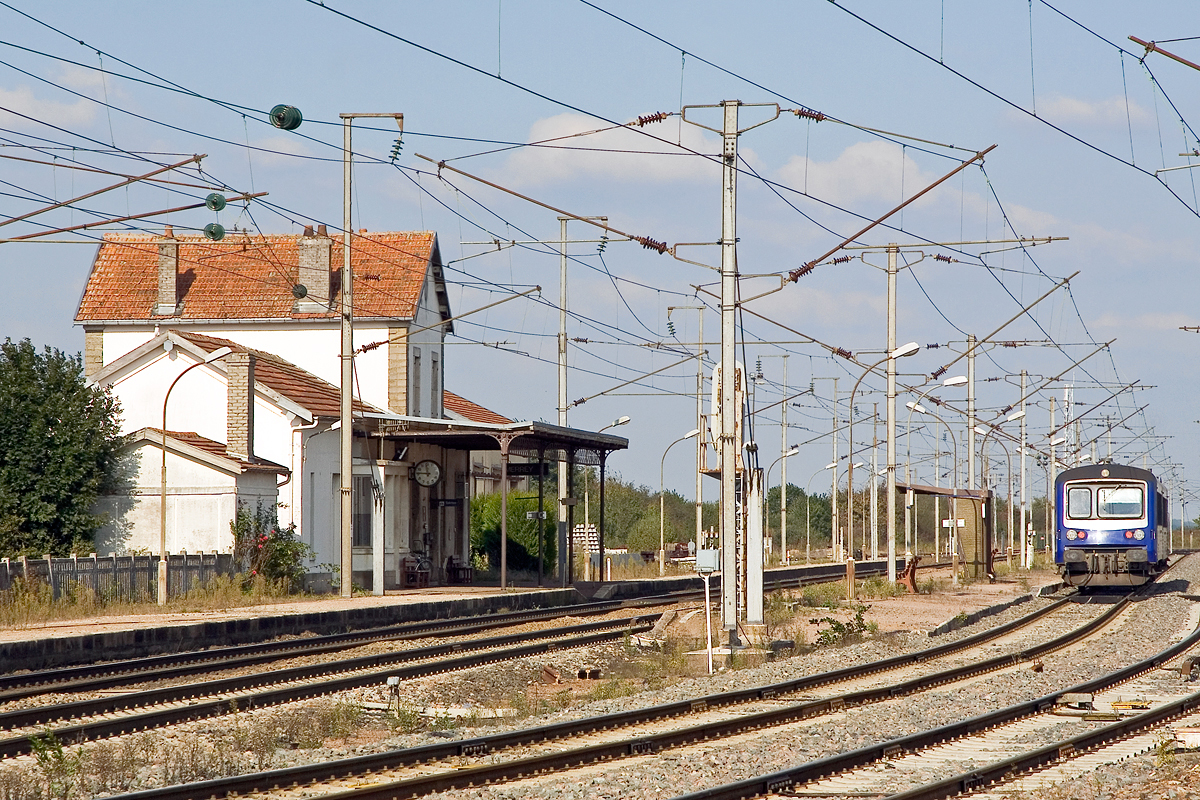
Bahnhof Merrey mit modernisiertem Triebzug der Baureihe X 4300 auf dem Gleis Richtung Hymont-Mattaincourt, 2008
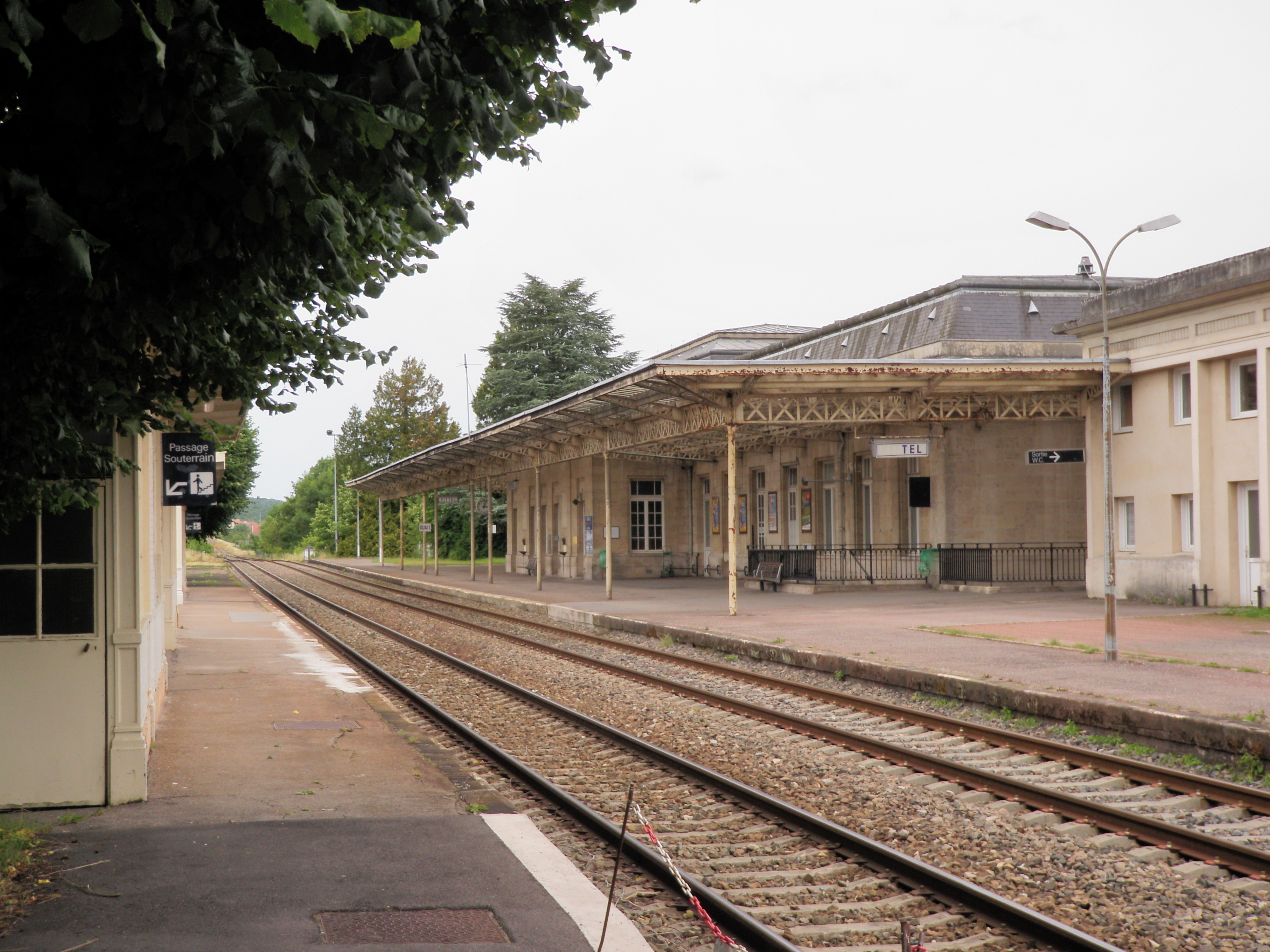
Der unter Denkmalschutz stehende Bahnhof von Vittel